# Capi del Governo dell'Unione Sovietica
I capi del Governo dell'Unione Sovietica (in russo Глава Правительства СССР?, Glava Pravitel'stva SSSR) ebbero nel tempo tre diverse denominazioni, conseguentemente ai vari mutamenti costituzionali dell'Unione Sovietica: fino al 1946 ebbero il titolo di presidente del Consiglio dei commissari del popolo dell'URSS, e dal 1946 al 1991 di presidente del Consiglio dei ministri dell'URSS, mentre nell'ultimo anno dell'Unione, dopo la sostituzione del Consiglio dei ministri con il Gabinetto dei ministri sottoposto al presidente dell'URSS, il titolo fu di primo ministro dell'Unione Sovietica.

## Presidenti del Consiglio dei commissari del popolo dell'URSS
| Presidente | Presidente                    | Mandato          | Mandato          |
| Presidente | Presidente                    | Inizio           | Fine             |
| ---------- | ----------------------------- | ---------------- | ---------------- |
|            | Lenin (1870-1924)             | 30 dicembre 1922 | 21 gennaio 1924  |
|            | Aleksej Rykov (1881-1938)     | 2 febbraio 1924  | 19 dicembre 1930 |
|            | Vjačeslav Molotov (1890-1986) | 19 dicembre 1930 | 6 maggio 1941    |
|            | Iosif Stalin (1879-1953)      | 6 maggio 1941    | 15 marzo 1946    |

## Presidenti del Consiglio dei ministri dell'URSS
| Presidente | Presidente                   | Mandato           | Mandato           |
| Presidente | Presidente                   | Inizio            | Fine              |
| ---------- | ---------------------------- | ----------------- | ----------------- |
|            | Iosif Stalin (1879-1953)     | 15 marzo 1946     | 5 marzo 1953      |
|            | Georgij Malenkov (1901-1988) | 5 marzo 1953      | 8 febbraio 1955   |
|            | Nikolaj Bulganin (1895-1975) | 8 febbraio 1955   | 27 marzo 1958     |
|            | Nikita Chruščёv (1894-1971)  | 27 marzo 1958     | 15 ottobre 1964   |
|            | Aleksej Kosygin (1904-1980)  | 15 ottobre 1964   | 23 ottobre 1980   |
|            | Nikolaj Tichonov (1905-1997) | 23 ottobre 1980   | 27 settembre 1985 |
|            | Nikolaj Ryžkov (1929-2024)   | 27 settembre 1985 | 14 gennaio 1991   |

## Primi ministri dell'URSS
| Presidente | Presidente                | Mandato         | Mandato          |
| Presidente | Presidente                | Inizio          | Fine             |
| ---------- | ------------------------- | --------------- | ---------------- |
|            | Valentin Sergeevič Pavlov | 14 gennaio 1991 | 22 agosto 1991   |
|            | Ivan Stepanovič Silaev    | 24 agosto 1991  | 26 dicembre 1991 |